# Оттобойрен
Оттобойрен (нім. Ottobeuren) — громада в Німеччині, знаходиться в землі Баварія. Підпорядковується адміністративному округу Швабія. Входить до складу району Унтеральгой. Центр об'єднання громад Оттобойрен.
Площа — 55,85 км2. Населення становить 8498 ос. (станом на 31 грудня 2020).

## Галерея

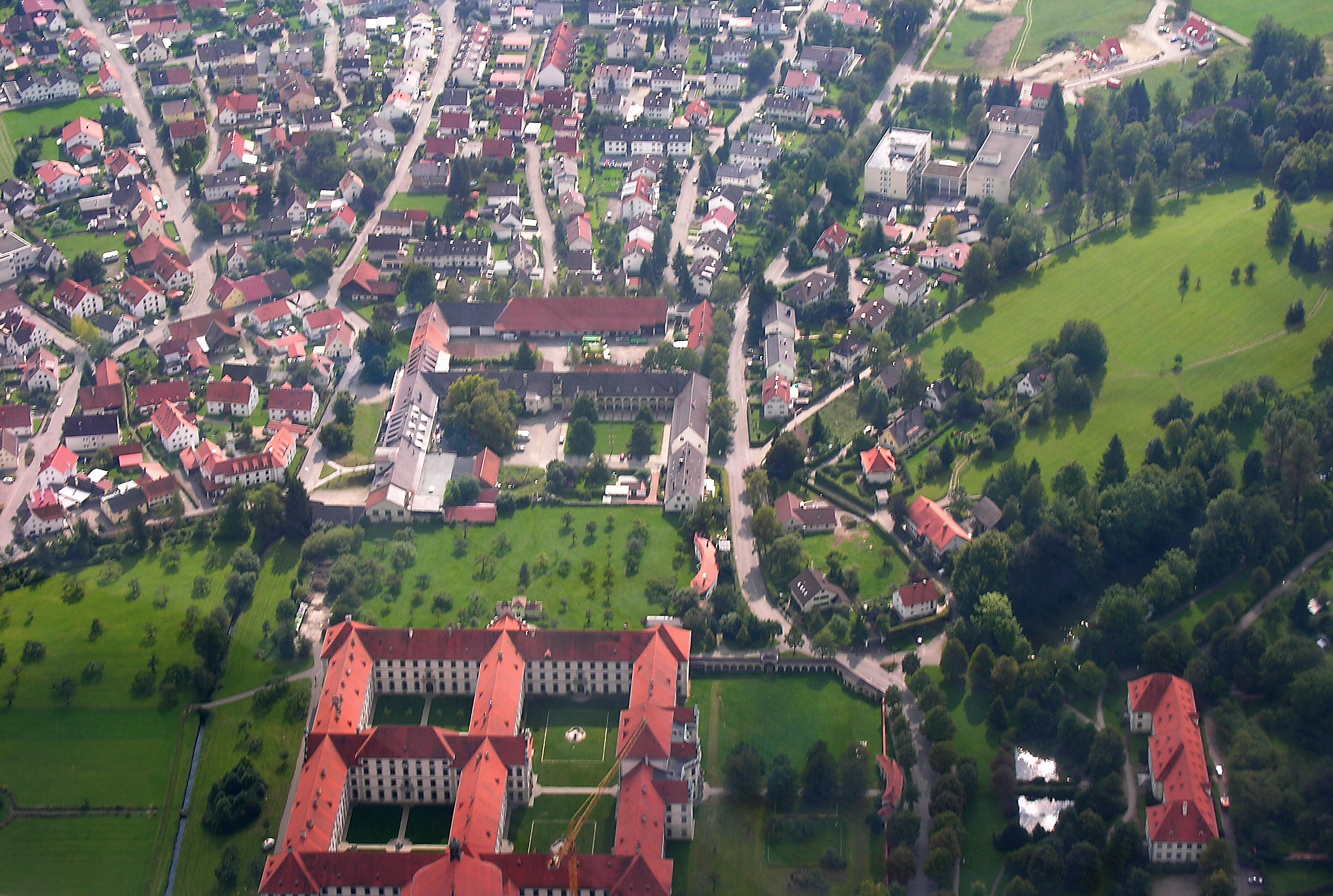
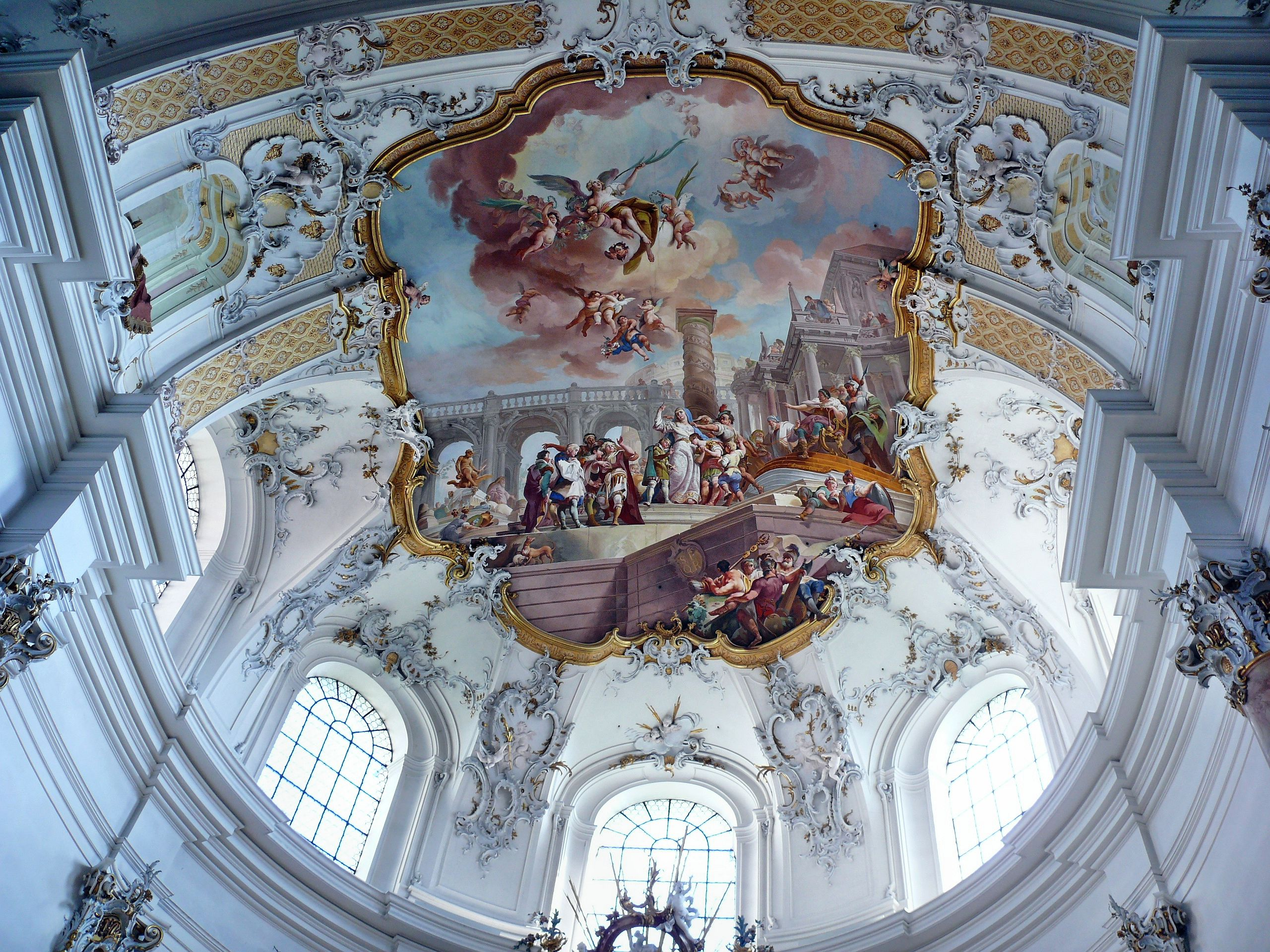
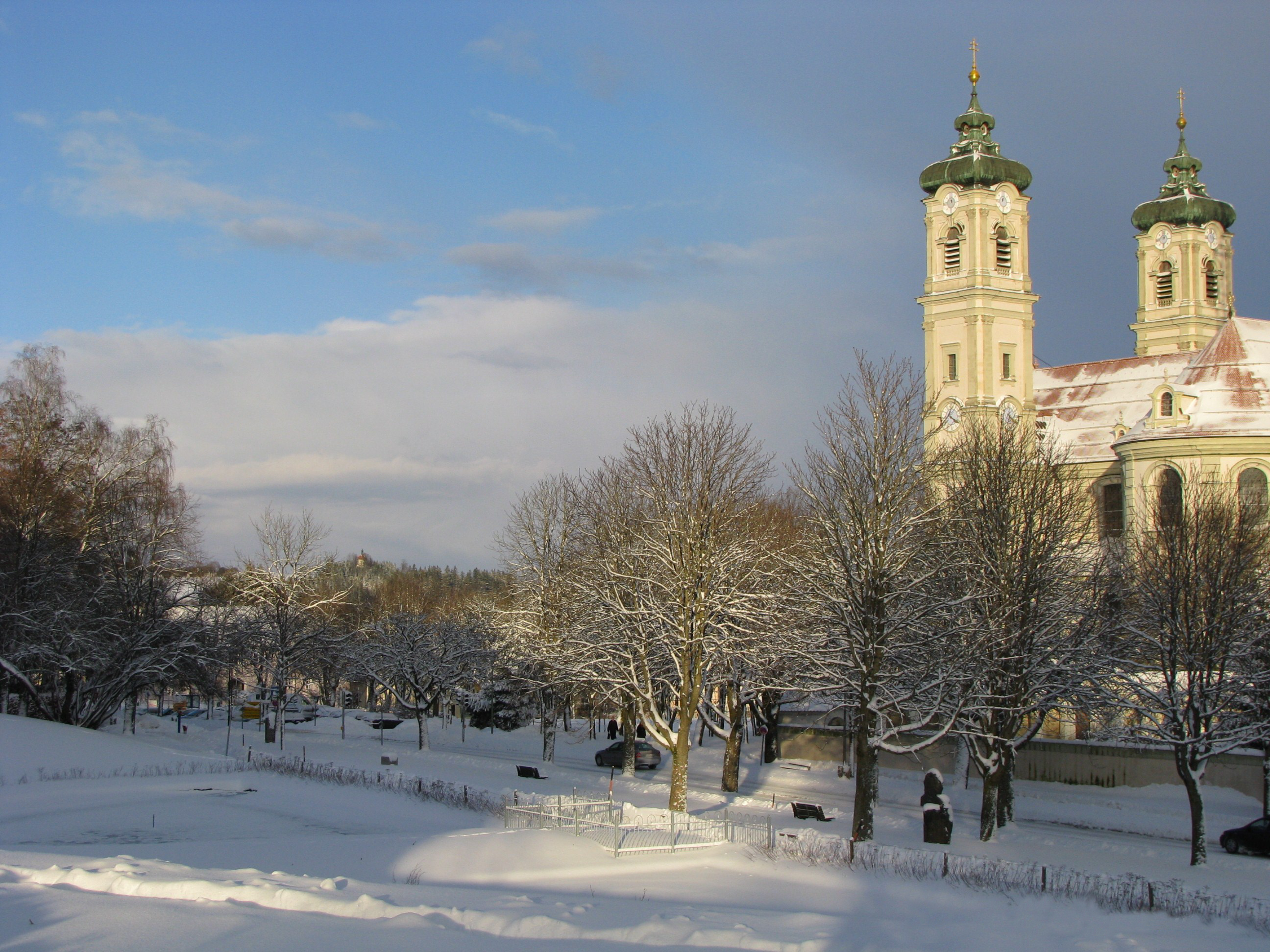